# وسائل سطحی بدون سرنشین

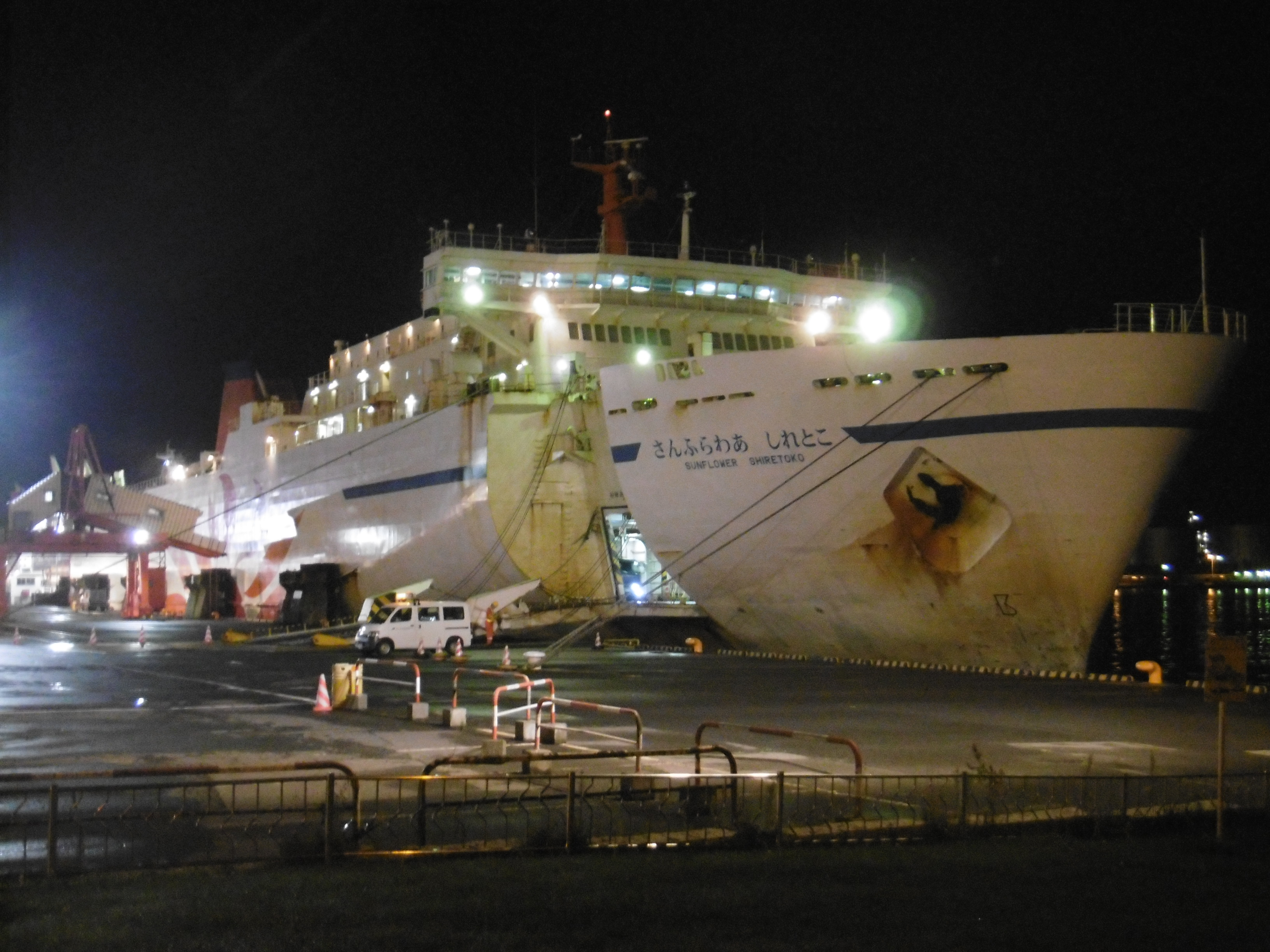
در فوریه ۲۰۲۲، کشتی شیرتوکو به‌طور خودران ۷۵۰ کیلومتر حرکت کرد.

وسایل نقلیه سطحی بدون سرنشین (USVs؛ همچنین به عنوان کشتی‌های سطحی بدون سرنشین (USV) یا (در برخی موارد) وسایل نقلیه سطحی خودمختار (ASV), کشتی‌های سطحی بدون سرنشین (USVs), یا کشتی‌های بدون سرنشین عامیانه شناخته می‌شوند. قایق‌ها یا کشتی‌هایی که بدون خدمه روی سطح آب حرکت می‌کنند. USVها با سطوح مختلف مستقل بودن کار می‌کنند، از کنترل از راه دور ساده، تا ناوبری سازگار با قوانین جلوگیری از تصادم در دریا تا خودران بودن.
در اوایل جنگ جهانی دوم برای اهداف کنترل از راه دور و اهداف مین روب، آنها در قرن بیست و یکم برای طیف وسیعی از اهداف از جمله اقیانوس‌شناسی و نظارت بر محیط زیست، و همچنین حمل و نقل کالا، علاوه بر کاربردهای نظامی، به‌طور گسترده مورد استفاده قرار گرفتند. برنامه‌های مختلف دیگر نیز در حال بررسی هستند.

## محیط نظارتی
محیط نظارتی برای عملیات USV با توسعه فناوری به سرعت در حال تغییر است و بیشتر در پروژه‌های تجاری به کار می‌رود. اصول رفتار صنعت کشتی‌های سطحی خودران دریایی بریتانیا و آیین‌نامه عملکرد 2020 (V4) توسط کارگروه تنظیم مقررات سیستم‌های خودران دریایی بریتانیا (MASRWG) تهیه و توسط Maritime UK از طریق انجمن صنایع دریایی منتشر شده است. سازمان‌هایی که در توسعه آیین‌نامه عملکرد MASS مشارکت داشتند عبارتند از: آژانس دریایی و گارد ساحلی (MCA), Atlas Elektronik UK Ltd, AutoNaut, Fugro، اتاق کشتی‌رانی بریتانیا، UKHO، خانه ترینیتی، مؤسسه دریایی، مرکز ملی اقیانوس‌شناسی، Dynautics. Limited, SEA-KIT International, Sagar Defense Engineering و بسیاری دیگر.
در ژوئیه ۲۰۲۱، SEA-KIT International اولین طراح و سازنده USV بود که گواهینامه سیستم‌های دریایی بدون سرنشین (UMS) را از Lloyd's Register برای طراحی ۱۲ متری X-class USV دریافت کرد. USV Maxlimer گواهی SEA-KIT برای مفهوم کشتی کلاس X است که در مقر آنها در Tollesbury, Essex قرار دارد.
تا پایان سال ۲۰۱۷، Sagar Defense Engineering اولین شرکتی در هند شد که USV را به یک سازمان دولتی ساخت و عرضه کرد.

## توسعه
در اوایل جنگ جهانی دوم، یو اس وی‌های کنترل از راه دور توسط نیروی دریایی ایالات متحده برای کاربردهای هواپیماهای بدون سرنشین و مین روب مورد استفاده قرار گرفت. : 121 در قرن بیست و یکم، پیشرفت‌ها در سیستم‌های کنترل USV و فن‌آوری‌های ناوبری منجر به USVهایی شد که یک اپراتور می‌تواند از راه دور از خشکی یا کشتی‌های مجاور آن را کنترل کند: USVهایی که با کنترل جزئی مستقل عمل می‌کنند، و USVs (ASV) که کار می‌کنند. کاملاً مستقل کاربردهای مدرن و حوزه‌های تحقیقاتی USVها و ASVها شامل حمل و نقل تجاری، نظارت بر محیط زیست و آب و هوا، نقشه‌برداری از بستر دریا، کشتی‌های مسافربری، تحقیقات رباتیک، نظارت، بازرسی پل فرماندهی و سایر زیرساخت‌ها، عملیات نظامی و دریایی.
تعدادی از پلتفرم‌های خودران (نرم‌افزار کامپیوتری) که به‌طور خاص برای عملیات USV طراحی شده‌اند، توسعه یافته‌اند. برخی از آنها به کشتی‌های خاصی گره خورده‌اند، در حالی که برخی دیگر انعطاف‌پذیر هستند و می‌توانند در پیکربندی‌های مختلف بدنه، مکانیکی و الکتریکی اعمال شوند.
| نام    | فروشنده                                   | تایپ کنید | شناورهای مستقر شده | USVهای سفارشی فروشنده | تبدیل به USV / OEM | COLREGs |
| ------ | ----------------------------------------- | --------- | ------------------ | --------------------- | ------------------ | ------- |
| ASView | ال ۳ هریس                                 | تجاری     | 100+               | آره                   | بله                | توانا   |
| MOOS   | MIT                                       | متن باز   |                    | خیر                   | بله (متن باز)      | توانا   |
| SM300  | ماشین‌های دریایی                           | تجاری     | ۷                  | خیر                   | آره                | توانا   |
| SDE    | Sagar Defense Engineering Private Limited | تجاری     | ۷                  | آره                   | آره                | توانا   |

## USVهای کنترل شده و کنترل شده توسط کامپیوتر
طراحی و ساخت شناورهای سطحی بدون خدمه (USV) پیچیده و چالش‌برانگیز است. صدها تصمیم مربوط به اهداف مأموریت، نیازمندی‌های کالا، بودجه نیرو، طراحی بدنه، سیستم‌های ارتباطی و کنترل و مدیریت پیشرانه نیاز به تجزیه و تحلیل و اجرا دارند. سازندگان کشتی خدمه دار اغلب به تأمین کنندگان تک منبعی برای نیروی محرکه و ابزار دقیق برای کمک به خدمه در کنترل کشتی متکی هستند. در مورد یک کشتی بدون خدمه (یا تا حدی خدمه)، سازنده باید عناصر رابط انسانی را با رابط انسانی از راه دور جایگزین کند.